# Li Tie
Li Tie (chiń. upr. 李铁; chiń. trad. 李鐵; pinyin Lǐ Tiě; ur. 18 września 1977 w Shenyang) – chiński trener i były piłkarz występujący na pozycji pomocnika.